# № 5, 1948
№ 5, 1948 — картина відомого американського художника Джексона Поллока. Один із найвідоміших творів у стилі абстрактного експресіонізму. У травні 2006 року картину продали за 140 мільйонів доларів, що зробило її на той час найдорожчою картиною у світі.
Безпредметний твір виконаний в характерній для Поллока техніці розбризкування.

## Композиція
Картина розміром 243,8 на 121,9 см, написана на фіброкартоні (деревноволокнистій плиті).
Джексон Поллок, працюючи над картиною, використовував власні техніки розливання та розбризкування фарб. На полотні переважають сіра, коричнева, біла і жовта фарби.
Як і більшість робіт Поллока, твір не отримав спеціальної назви і відомий як картина «№ 5».
Вона була вперше виставлена в січні 1949 року на персональній виставці Поллока в галереї Бетті Парсонс.

## Пошкодження та переробка
Картину «№ 5» продали на виставці в галереї Бетті Парсонс. Її придбав філіппінський торговець творами мистецтва Алфонсо Оссоріо за 1 500 доларів. Його діловий партнер, дізнавшись про купівлю, із здивуванням відреагував: «Ти витратив гроші на 'оце'?»
Під час доставляння, картина була пошкоджена транспортною компанією. Поллок запропонував Оссоріо виправити пошкодження, проте в результаті повністю переписав картину, сказавши: «Він не дізнається про це. Ніхто не знає, як дивитися на мої картини, він [Оссоріо] теж не знає». Відвідавши майстерню Поллока через три тижні, Оссоріо виявив, що картина була значно змінена, і визнав, що вона завдяки цьому набула нову метафізичну глибину і витонченість. Пізніше Оссоріо назвав це «чудесним прикладом другого шансу для художника».

## Право власності
Із січня 1949 року картина перебувала в приватній колекції. Згодом її демонстрували в Музеї сучасного мистецтва Нью-Йорка. Якийсь час власником картини став продюсер, один із засновників Geffen Records і DreamWorks Девід Геффен. 2006 року він продав її невідомому колекціонерові за $ 140 млн.
У 2006—2011 роках картина була найдорожчою картиною у світі.